# Henri de Catt
Pour les articles homonymes, voir Catt.
Henri Alexandre de Catt, né à Morges le 25 juin 1725 et mort à Potsdam (en Prusse) le 23 novembre 1795 , est un savant suisse, devenu en 1758 secrétaire particulier et confident de Frédéric le Grand de Prusse. Il est souvent décrit comme étant le « lecteur » du roi, mais en fait, une de ses missions était de corriger la prononciation et l'expression écrite du roi en français, la langue préférée du roi et largement en usage à la Cour.

## Biographie
Henri de Catt étudie à Lausanne, Genève et Utrecht. En 1755, il entretient une correspondance avec l'homme de lettres français Laurent Angliviel de La Beaumelle. La même année, Frédéric II de Prusse effectue incognito une tournée aux Pays-Bas et rencontre à Utrecht de Catt, qui était précepteur d'un frère de la femme de lettres Isabelle de Charrière. Frédéric fut tellement impressionné par de Catt que, six semaines plus tard, il l'invite à entrer à son service. De Catt prend ses fonctions en 1758 jusqu'à sa disgrâce, survenue en 1780.
Dans les dernières années de sa vie, Henri de Catt devient aveugle. Il meurt en 1795 à Potsdam et est enterré dans l'église de Bornstedt à Potsdam.

## Œuvre
Pendant son temps de service auprès du roi, de Catt a tenu un journal, publié en 1885, qui sert de référence pour de nombreux épisodes de la vie de Frédéric II.

## Honneurs
En 1760, Frédéric le nomme membre de l'Académie royale des sciences de Prusse.

### Source
- Gilbert Marion, « Catt, Henri Alexandre de » dans le Dictionnaire historique de la Suisse en ligne, version du 5 juillet 2005.